# Hyloxalus utcubambensis
Espèce
Synonymes
- Colostethus utcubambensis Morales, 1994

Statut de conservation UICN

 DD  : Données insuffisantes
Hyloxalus utcubambensis est une espèce d'amphibiens de la famille des Dendrobatidae.

## Répartition
Cette espèce est endémique de la province de Luya dans la région d'Amazonas au Pérou. Elle n'est connue que dans sa localité type Tingo située dans bassin du río Utcubamba à environ 2 390 m d'altitude sur le versant Ouest de la cordillère Orientale.

## Description
Les mâles mesurent jusqu'à 19,8 mm et les femelles jusqu'à 26,0 mm.

## Étymologie
Son nom d'espèce, composé de utcubamb[a] et du suffixe latin -ensis, « qui vit dans, qui habite », lui a été donné en référence au lieu de sa découverte.

## Publication originale
- Morales, 1994 : Taxonomía sobre algunos Colostethus (Anura, Dendrobatidae) de Sudamérica, con descripción de dos especies nuevas. Revista Española de Herpetología, vol. 8, p. 95-103.